# Orange (estudio de animación)
Orange Co., Ltd. (有限会社オレンジ Yūgen gaisha Orenji?) es un estudio de animación japonés con sede en Musashino, Tokio, que se especializa en la producción de animación 3DCG. El estudio es conocido por su exagerado estilo 3D y de dirección, que difiere del movimiento tradicional que a menudo se encuentra en las obras de CG.

## Historia
Orange fue fundada por el famoso animador CG Eiji Inomoto. Después de trabajar en Zoids: Chaotic Century y Ghost in the Shell: Stand Alone Complex como uno de los principales miembros de la Unidad 3D de Tachikoma, Eiji ganó fama en la industria de la animación por su uso de la animación CG. En 2004, fundó Orange, y usando un pequeño equipo, Eiji trabajó en la animación CG para varios trabajos de otras compañías. Por Ejemplo Heroic Age de Xebec en 2007 y la adaptación al anime de Rail Wars! en 2014. Aunque Orange era conocido en toda la industria por colaborar en muchas series con animación CG, especialmente con obras que involucraban mechas, no producirían un anime como estudio de animación principal hasta 2013, 9 años después de su fundación. Durante los siguientes 4 años, Orange continuó colaborando haciendo la animación CG para otras compañías, pero comenzaron a coproducir series como Black Bullet y Dimension W. En 2017, el estudio produjo su primer anime que no estaba bajo una coproducción. Este anime fue una adaptación de Hoseki no Kuni, que recibió una recepción crítica positiva, con elogios por su uso de animación CG. Orange ha sido un colaborador común de Kinema Citrus.

## Producciones

### Series de televisión
| Año  | Título                                               | Director(es)                   | Fecha de primera transmisión | Fecha de última transmisión | Eps. | Notas | Refs.         |
| ---- | ---------------------------------------------------- | ------------------------------ | ---------------------------- | --------------------------- | ---- | --- | ------------- |
| 2013 | Ginga Kikoutai Majestic Prince                       | Keitaro Motonaga               | 4 de abril de 2013           | 19 de septiembre de 2013    | 24   | Adaptación del manga escrito por Rando Ayamine e ilustrada por Hikaru Niijima. Coproducción junto a Doga Kobo.             | [ 9 ]         |
| 2014 | Black Bullet                                         | Masayuki Kojima                | 8 de abril de 2014           | 1 de julio de 2014          | 13   | Adaptación de la novela ligera escritas por Shiden Kanzaki e ilustradas por Saki Ukai. Coproducción junto a Kinema Citrus. | [ 10 ]        |
| 2016 | Active Raid: Kidō Kyoushūshitsu Dai Hachi Gakari     | Gorō Taniguchi Noriaki Akitaya | 7 de enero de 2016           | 12 de julio de 2016         | 12   | Historia original. Coproducción junto a Production IMS.                                                                    | [ 11 ]        |
| 2016 | Norn9: Norn+Nonet                                    | Takao Abo                      | 7 de enero de 2016           | 31 de marzo de 2016         | 12   | Adaptación del videojuego otome de Otomate. Coproducción junto a Kinema Citrus.                                            | [ 12 ]        |
| 2016 | Dimension W                                          | Kanta Kamei                    | 10 de enero de 2016          | 27 de marzo de 2016         | 12   | Adaptación del manga escrito e ilustrado por Yūji Iwahara. Coproducción junto a 3Hz.                                       | [ 13 ]        |
| 2016 | Active Raid: Kidō Kyoushūshitsu Dai Hachi Gakari 2nd | Gorō Taniguchi Noriaki Akitaya | 19 de julio de 2016          | 27 de septiembre de 2016    | 12   | Secuela de Active Raid: Kidou Kyoushuushitsu Dai Hachi Gakari. Coproducción junto a Production IMS.                        |               |
| 2017 | Houseki no kuni                                      | Takahiko Kyōgoku               | 7 de octubre de 2017         | 23 de diciembre de 2017     | 12   | Adaptación del manga escrito e ilustrado por Haruko Ichikawa.                                                              | [ 14 ]        |
| 2019 | Beastars                                             | Shin'ichi Matsumi              | 8 de octubre de 2019         | 26 de diciembre de 2019     | 12   | Adaptación del manga escrito e ilustrado por Paru Itagaki.                                                                 | [ 15 ]        |
| 2021 | Beastars 2nd Season                                  | Shin'ichi Matsumi              | 5 de enero de 2021           | 25 de marzo de 2021         | 12   | Secuela de Beastars. | [ 16 ]        |
| 2021 | Godzilla: Singular Point                             | Atsushi Takahashi              | 1 de abril de 2021           | 24 de junio de 2021         | 13   | Historia original. Coproducción junto a Bones.                                                                             | [ 17 ]        |
| 2023 | Trigun Stampede                                      | Kenji Mutō                     | 7 de enero de 2023           | 25 de marzo de 2023         | 12   | Adaptación del manga escrito e ilustrado por Yasuhiro Nightow.                                                             | [ 18 ]        |
| 2024 | Beastars Final Season                                | Shin'ichi Matsumi              | 5 de diciembre de 2024       | —                           | —    | Secuela de Beastars 2nd Season.                                                                                            | [ 19 ] [ 20 ] |
| 2026 | Trigun Stargaze                                      | Masako Satō                    | 2026                         | —                           | —    | Secuela de Trigun Stampede.                                                                                                | [ 21 ] [ 22 ] |

### Películas
| Año  | Título                                                   | Director(es)                        | Duración | Notas                                                          | Refs.  |
| ---- | -------------------------------------------------------- | ----------------------------------- | -------- | -------------------------------------------------------------- | ------ |
| 2016 | Ginga Kikoutai Majestic Prince Movie: Kakusei no Idenshi | Keitaro Motonoga                    | 77m      | Secuela de Ginga Kikoutai Majestic Prince: Mirai e no Tsubasa. | [ 23 ] |
| 2018 | Monster Strike the Movie: Sora no Kanata                 | Hiroshi Nishikiori                  | 97m      | Película de la franquicia Monster Strike.                      | [ 24 ] |
| 2023 | Gekijōban Idolish7 Live 4bit Beyond the Period           | Hiroshi Nishikiori Kensuke Yamamoto | 90m      | Película de la franquicia Idolish7.                            | [ 25 ] |

### OVAs
| Año  | Título        | Director(es)  | Fecha de primera transmisión | Fecha de última transmisión | Eps. | Notas                                                  | Refs.  |
| ---- | ------------- | ------------- | ---------------------------- | --------------------------- | ---- | ------------------------------------------------------ | ------ |
| 2016 | Under the Dog | Masahiro Andō | 1 de agosto de 2016          | 1 de agosto de 2016         | 1    | Historia original. Coproducción junto a Kinema Citrus. | [ 26 ] |

### ONAs
| Año  | Título                                     | Director(es)        | Fecha de primera transmisión | Fecha de última transmisión | Eps. | Notas                                                                                | Refs.  |
| ---- | ------------------------------------------ | ------------------- | ---------------------------- | --------------------------- | ---- | ------------------------------------------------------------------------------------ | ------ |
| 2019 | Soba e                                     | Toshimasa Ishii     | 6 de marzo de 2019           | 6 de marzo de 2019          | 1    | Anuncio de televisión.                                                               |        |
| 2019 | The iDOLM@STER Cinderella Girls: Spin-off! | Naoki Yoshibe       | 10 de noviembre de 2019      | 10 de noviembre de 2019     | 1    | Promocional por el octavo aniversario de The Idolm@ster Cinderella Girls.            |        |
| 2025 | Leviathan                                  | Christophe Ferreira | 10 de julio de 2025          | 10 de julio de 2025         | 12   | Adaptación de la novela escrita por Scott Westerfeld e ilustrada por Keith Thompson. | [ 27 ] |

### Especiales
| Año  | Título                                                    | Director(es)     | Fecha de primera transmisión | Fecha de última transmisión | Eps. | Notas                                                                                  | Refs.  |
| ---- | --------------------------------------------------------- | ---------------- | ---------------------------- | --------------------------- | ---- | -------------------------------------------------------------------------------------- | ------ |
| 2016 | Dimension W: Short Track/Robot wa Sentō no Yume wo Miruka | Kanta Kamei      | 26 de agosto de 2016         | 26 de agosto de 2016        | 1    | Episodio no emitido incluido con el sexto Blu-ray del anime. Coproducción junto a 3Hz. | [ 28 ] |
| 2016 | Ginga Kikōtai Majestic Prince: Mirai e no Tsubasa         | Keitaro Motonaga | 30 de septiembre de 2016     | 30 de septiembre de 2016    | 1    | Secuela de Ginga Kikoutai Majestic Prince. Coproducción junto a Seven Arcs.            |        |